# Mile Sterjovski
Mile Sterjovski (Wollongong, 27 mei 1979) is een Australische voetballer die van origine Macedonisch is. Hij speelt sinds 2012 als middenvelder voor Central Coast Mariners.

## Clubcarrière
Sterjovski speelde in eigen land voor Wollongong Wolves (1995-1996), Sydney United (1997-1999) en Parramatta Power (1999-2000). In 2000 werd hij gecontracteerd door het Franse OSC Lille. Sterjovski vertrok in 2004 naar FC Basel, waar ook zijn landgenoot Scott Chipperfield destijds speelde. In 2007 tekende de middenvelder bij het Turkse Gençlerbirliği OFTAŞ. In januari 2008 is hij daar al vertrokken en trekt naar Derby County. Medio 2009 keerde hij terug naar Australië waar hij bij Perth Glory tekende. Drie jaar later vertrok Sterjovski naar het Chinese Dalian Aerbin. Een paar maanden later keerde hij terug naar Australië om voor Central Coast Mariners te voetballen.

## Interlandcarrière
Sterjovski maakte zijn debuut voor het Australisch nationaal elftal in 2000 tegen Schotland. Hij behoorde tot de selecties van de Socceroos voor de Olympische Spelen 2000, de FIFA Confederations Cup 2001, de FIFA Confederations Cup 2005 en het WK 2006. Sterjovski speelde op het WK drie wedstrijden. Hij behoorde tot de selectie voor de Azië Cup 2007, het eerste Aziatische toernooi waaraan Australië deelnam na de overstap van de OFC naar de AFC in januari 2007.

## Erelijst
FC Basel
- Axpo Super League

2005